# Stanislav Navrátil
Stanislav Navrátil (* 15. srpna 1930) je bývalý československý fotbalista, obránce.

## Fotbalová kariéra
V československé lize hrál za Křídla vlasti Olomouc a RH Brno. Nastoupil ve 115 ligových utkáních a dal 1 gól. V Poháru vítězů pohárů nastoupil ve 4 utkáních. Vítěz Spartakiádního poháru 1959/60.

## Ligová bilance
| Ročník                                   | Zápasy | Góly | Klub                  |
| ---------------------------------------- | ------ | ---- | --------------------- |
| Přebor československé republiky 1953     | 11     | 0    | Křídla vlasti Olomouc |
| 1. československá fotbalová liga 1957/58 | 30     | 0    | RH Brno               |
| 1. československá fotbalová liga 1958/59 | 24     | 0    | RH Brno               |
| 1. československá fotbalová liga 1959/60 | 26     | 0    | RH Brno               |
| 1. československá fotbalová liga 1960/61 | 24     | 1    | RH Brno               |
| CELKEM                                   | 115    | 1    |                       |